# Olathe (Kansas)
Pour les articles homonymes, voir Olathe.
Olathe  (en anglais [oʊˈleɪθə]) est une ville située dans le comté de Johnson, dans l’État du Kansas, aux États-Unis. Lors du recensement de 2010, la ville comptait 125 872 habitants. Olathe est située dans le nord-est du Kansas. Elle est la deuxième ville la plus peuplée du comté de Johnson, dont elle est le siège, et la cinquième ville la plus peuplée de l’État.

## Histoire
Olathe est fondée par le Dr John T. Barton au printemps de 1857 dans ce qui est encore le très sauvage territoire du Kansas. Il se rend alors dans le centre du comté de Johnson et jalonne quelques arpents de terre qui vont devenir la ville d'aujourd'hui. Il décrivit plus tard sa chevauchée à des amis: « La prairie était couverte de verveine et d'autres fleurs sauvages. Je ne cessais de penser que cette contrée était magnifique et que je devrais nommer cette ville Beautiful. » On prétend que le Dr Barton demanda alors à l'interprète Shawnee qui l'accompagne comment dit-on Beautiful dans sa langue, celui-ci répondit Olathe.
Olathe ne fut pas la première ville du comté de Johnson, mais elle devint rapidement la plus grande et fut désignée comme siège du comté. Les premiers jours de la cité furent emplis de violence, des forces pro-esclavagistes du Missouri, tout proche, s'attaquant aux abolitionnistes locaux. Ces conflits sont connus sous le nom de Bleeding Kansas ou parfois Bloody Kansas ou Border War (le Kansas sanglant ou ensanglanté ou la guerre de frontière).
Alors que les années 1850 s'achèvent et alors que le Kansas entre dans l'Union en 1861, la violence semble diminuer. Cependant un an plus tard des groupes de guérilla confédérée du Missouri dirigés par William Quantrill font un raid sur la ville, le 7 septembre 1862, tuant une demi-douzaine d'hommes, pillant commerces et maisons, détruisant une bonne partie de la cité. Olathe fut l'objet de cette attaque de Quantrill parce que les habitants d'Olathe étaient connus comme de fervents abolitionnistes. 
Olathe était une halte sur la Piste de l'Oregon, la Piste de la Californie et la Piste de Santa Fe. Les commerces locaux étaient étroitement dépendants des voyageurs qui sont leur principale source de revenu. La Mahaffie House était un point de réapprovisionnement populaire pour les chariots qui partait vers l'ouest. Elle est aujourd'hui un site historique et un musée subventionné par la ville d'Olathe.
Après la construction du chemin de fer transcontinental, les pistes vers l'ouest perdirent de leur importance et Olathe retourna à la vie paisible d'une ville de la prairie jusque dans les années 1950. Avec la construction du système d'Interstate highway et plus directement de la I-35, Olathe fut directement reliée à Kansas City et entama une période de boom économique qui s'accéléra dans les années 1980 et persiste de nos jours.

## Économie
De nombreuses sociétés, dont Honeywell et Aldi, sont implantées dans les zones commerciales et industrielles d'Olathe. Le fabricant de GPS Garmin y a son siège social. Le département des Transports des États-Unis (United States Department of Transportation) y administre un centre de contrôle de la circulation aérienne dont la dénomination aéronautique est ZKC. Le comté de Johnson y a développé un aéroport qui s'étend sur 2 km2 avec une piste de 1 250 m. Cet aéroport est le second aéroport du Kansas.

## Démographie
| Groupe            | Olathe | Kansas | États-Unis |
| ----------------- | ------ | ------ | ---------- |
| Blancs            | 83,1   | 83,8   | 72,4       |
| Afro-Américains   | 5,3    | 5,9    | 12,6       |
| Asiatiques        | 4,1    | 2,4    | 4,8        |
| Autres            | 4,1    | 3,9    | 6,2        |
| Métis             | 3,0    | 3,0    | 2,9        |
| Amérindiens       | 0,4    | 1,0    | 0,9        |
| Total             | 100    | 100    | 100        |
|                   |        |        |            |
| Latino-Américains | 10,2   | 10,5   | 17,37      |

Selon l’American Community Survey, pour la période 2011-2015, 84,90 % de la population âgée de plus de 5 ans déclare parler anglais à la maison, alors que 8,59 % déclare parler l'espagnol, 1,24 % une langue africaine, 0,76 % le lao et 0,68 une langue chinoise, 0,58 % le vietnamien et 3,26 % une autre langue.

## Jumelages
- Ocotlán (Mexique)
- Maebashi (Japon)

## Personnalité
- James Percy Ault (1881-1929), officier de marine, géophysicien et hydrographe, y est né.